# Everything I Own
Everything I Own är en låt av den amerikanske sångaren David Gates. Den utgavs som singel den 29 januari 1972 och finns med på Breads fjärde studioalbum Baby I'm-a Want You, utgivet i januari 1972.
Den 23 februari 1987 utgav Boy George en cover på "Everything I Own", som finns med på hans debutalbum Sold, utgivet den 15 juni 1987. Boy Georges version av "Everything I Own" nådde första plats på UK Singles Chart.

## Låtlista
Singel (7")
A. "Everything I Own"
B. "Use Me"
Maxisingel (12")
A1. "Everything I Own (Extended P.W. Botha Mix)"
B1. "Everything I Own (Dub Version)"
B2. "Use Me"